# 2017 في إيران
فيما يلي قوائم الأحداث التي وقعت خلال عام 2017 في إيران.

## أحداث
- 12 نوفمبر – زلزال الحدود الإيرانية العراقية 2017
- 19 مايو – الانتخابات الرئاسية الإيرانية 2017
- 14 أبريل – فيضانات شمال غرب إيران 2017
- 28 ديسمبر – الاحتجاجات الإيرانية 2017–18
- 7 يونيو – هجمات طهران 2017

## أفلام
من الأفلام التي صدرت هذه السنة في إيران:
- 1 يناير – البائع من إخراج أصغر فرهادي.
- 7 فبراير – بخصوص إيلي من إخراج أصغر فرهادي.

## وفيات

### يناير
- 8 يناير – أكبر هاشمي رفسنجاني (مواليد 1934)

### فبراير
- 3 فبراير – حسن جوهرجي (مواليد 1968) ممثل إيراني.

### مايو
- 7 مايو – غلام رضا بهلوي (مواليد 1923) ضابط إيراني.

### يوليو
- 14 يوليو – مريم ميرزاخاني (مواليد 1977) رياضياتية إيرانية.
- 29 يوليو – مديا كاشيغر (مواليد 1956)

### أغسطس
- 23 أغسطس – إيزاك بارفيز نازاريان (مواليد 1929)
- 27 أغسطس – إبراهيم اليزدي (مواليد 1931) سياسي إيراني.

### سبتمبر
- 22 سبتمبر – نادر كولجين (مواليد 1936) مطرب إيراني.

### أكتوبر
- 24 أكتوبر – إبراهيم أشتياني (مواليد 1942) لاعب كرة قدم إيراني.
- 26 أكتوبر – علي أشرف درويشيان (مواليد 1941) روائي وكاتب قصص قصيرة إيراني.

### نوفمبر
- 9 نوفمبر – أكبر افتخاري (مواليد 1943) لاعب كرة قدم إيراني.
- 16 نوفمبر – محمد بورستار (مواليد 1939) ممثل إيراني.

### ديسمبر
- 24 ديسمبر – حسين شاه حسيني (مواليد 1928) سياسي إيراني.